# Vojska Republike Vijetnam
Vojska Republike Vijetnam (Vijetnamski: Lục quân Việt Nam Cộng hòa, LQVNCH; engleski: Army of the Republic of Vietnam, ARVN) je bila kopnena vojska Oružanih snaga Republike Vijetnam poznatijeg kao Južni Vijetnam, države koja je postojala na južnom dijelu današnjeg Vijetnama od 1955. do 1975. godine. Vojska Republike Vijetnam se nazivala i Južnovijetnamska vojska i po skraćenici za engleski naziv ARVN što se izgovaralo Arvin. Početkom 1972. godine imala je gotovo milijun vojnika. 
Procjenjuje se da je Vojska Južnog Vijetnama u Vijetnamskom ratu pretrpjela preko 1 394 000 ubijenih ili ranjenih vojnika, od toga 223 748 poginulih i 1 169 763 ranjenih naspram 58 202 poginulih američkih vojnika i preko 1 110 000 poginulih pripadnika Viet Conga i vojske Sjevernog Vijetnama.

## Ustroj

### Zborovi
- I. zbor
- II. zbor
- III. zbor
- IV. zbor

### Divizije
- 1. pješačka divizija
- 2. pješačka divizija
- 3. pješačka divizija
- 5. pješačka divizija
- 7. pješačka divizija
- 9. pješačka divizija
- 18. pješačka divizija
- 21. pješačka divizija
- 22. pješačka divizija
- 23. pješačka divizija
- 25. pješačka divizija
- Zračna divizija
- Marinska divizija
- Vijetnamski komandosi
- Specijalne snage

## Poveznice
- Oružane snage Republike Vijetnam
- Vijetnamski rat